# 真實之淚 true tears
《真實之淚 true tears》（日語：。英語：）是日本Broccoli、Circus以及GameCrab進行製作，人物設計由依澄れい進行設計，由La'cryma發行的戀愛冒險遊戲，日語版於2006年3月31日在日本販售。台灣與香港的繁體中文版由光譜資訊代理發行，並於2007年3月31日發售。PlayStation 2的移植版版由Sweets發行，並於2008年8月7日販售。在《真實之淚 true tears》的故事圍繞在五位女主角當中，在遊戲當中提供不同的劇情以及故事路線，並且著重於女主角的吸引力。
《真實之淚 true tears》同時改編不同的作品，同名的漫畫版在《Comi Digi》（コミデジ）創刊號（2005年12月10日發售、雙月刊）連載，後來轉移到《Comi Digi +》（コミデジ＋）雜誌連載，由Asaki（あさき）繪製。2006年同名的電視動畫由P.A. Works開始進行製作，於2008年1月6日到2008年3月30日播放，動畫與遊戲之間幾乎沒有任何共通點。同時衍生製作網路廣播節目，兩部廣播劇CD以及真人實境劇。

## 遊戲

在《真實之淚 true tears》遊戲進行時的遊戲畫面，女主角仲根琉依與男主角對話。

在遊戲當中需要與遊戲裡面的人物進行互動，進行遊戲都需要花上大部分的時間去閱讀螢幕下方的對話欄，每句對話代表人物與主角之間的互動，以及顯示主角內心的想法。每星期在遊戲故事劇情開始前，玩家必須規劃活動行程表並從一週之內選擇三天的時間與女主角之間互動。根據玩家選擇，每日發生不相同的事件，每隔一段時間點玩家就會遇到一個決策點，大致上有兩到三個選項可以選擇。根據選擇的選項不同，影響女主角的「淚滴指數」。而「淚滴指數」則是代表女主角的心情變化的系統。一旦其中一個人物的淚滴指數超過八的限制，代表無法進行女主角的劇情。整個遊戲當中有多種劇情主線，而要觀看所有的劇情情節，必須要多次重複進行遊戲，以觀看多個不同的劇情情節，並且做出不同的抉擇。

## 故事簡介

在《真實之淚 true tears》活動行程表系統的範例。

故事描述高中三年級的學生水野哲也，即將從瑞鳳學園畢業，但是因為沒有任何夢想而煩惱著。這時他遇見了五名少女；從小到大的青梅竹馬的真田柚子；喜愛動物而立志成為獸醫的仲根琉依
膽小的文學少女上原穗香；冷酷的學生會長雪代桂；以及偶像聲優少女櫻川依緒，這五位女主角之間有著不為人知的過去，哲也将试图打開女主角的心房並且消除的內心的陰影。。

## 登場人物

### 主要人物
水野哲也
本作品的主角，就讀私立瑞鳳學園高中，畢業前半年因為找不到未來的方向而煩惱。
仲根琉依（聲優：伊月唯）
本作品的女主角，與男主角水野哲也同班，在文化祭多次蟬聯瑞鳳學園小姐選舉的冠軍，因此被學校的男學生當成偶像，不過跟琉依告白的男學生全數都被她給拒絕。成績優秀同時也是游泳社的成員。個性溫和善於照顧他人，幾乎完美的少女。喜歡動物而夢想成為獸醫師的少女，但是因為以前發生的事情而對貓恐懼。
真田柚子（声优：稻村優奈）
男主角水野哲也的青梅竹馬，因為住在哲也家附近的緣故而認識，而稱呼柚子為「小柚」。擅長煮飯以及做家事的緣故，因此社團參加家政部。由於個性溫厚老實而溫柔寡斷的緣故，因此經常對別人的意見而缺乏自信心，沒有自己的主見。夢想成為一名幼教老師，但是不擅長演奏鋼琴，因此被哲也批評成「恐怖的聲音」。由於她討厭黑暗的地方的緣故，一進去就會變得神經質。
雪代桂（声优：佐藤利奈）
原學生會長，儘管已經辭去學生會長的職務，但是還是會取締遲到的學生。她嚴格遵守校規，非常討厭違反校規的行為，因此週遭的男學生都覺得她非常冷酷，但是欣賞她的女學生非常多，因此經常收到女學生寫的情書。成績非常優秀，排名總是名列前茅，儘管她和主角同學年，過去因為她的父親自殺的原因而因此留級，所以年紀比主角大。
上原穗香（声优：中山惠里奈）
喜歡文學的少女，平常大部分的時間都在自己的座位上看書。儘管跟男主角同班，但是因為她不擅長與他人對話，因此在別人面前顯得十分害羞。她的胸部非常大的緣故，因此變成陸跟真子的目標。不過因為身體不好的緣故，經常到保健室休息。
櫻川依緒（声优：野川櫻）
依緒是一個活力充沛的二年級學生，從事偶像聲優活動的少女，在學校裡有她的支持者。在學校社團是廣播社，與真子平常很親近。她有一個小惡魔般的臉龐，常利用她的演技假裝哭泣，讓她的情況變得對她有利。依緒跟她的哥哥圭悟之間經常發生爭執，最初是因為反對她的聲優活動而吵，後來演變成只要兄妹兩人在一起就一定會吵架。

### 次要人物
百瀨真子（声优：渡邊明乃）
跟依緒同樣是廣播社，是琉依的好朋友，喜歡搞笑的少女，平常對話的時候經常要求敲打。夢想是組成一隊雙人搞笑組合。跟森岡陸同樣喜歡巨乳的女孩子，因此經常揉同樣是女孩子的穗香的胸部。
小笠原光里（声优：小清水亞美）
柚子的好朋友，哲也在中學時期就認識的朋友。外觀時尚的女高中生，非常喜歡謠言，尤其是戀愛的話題，因此每天都在收集相關的情報。開朗又親切的個性，不管是任何人都可以馬上跟她要好，因此交友圈非常多。從很久以前暗戀著主角，後來知道柚子對主角告白後，一直沒有機會告白。
秋山飛美（声优：冰上恭子）
瑞鳳學園的保健老師，男主角哲也的表姊，因為哲也的父母親在國外出差的緣故，因此跟哲也住在同一個屋簷下。在學校裡的人氣甚高，性格公私分明，要求哲也在學校稱呼她「秋山老師」，兩人的關係除了柚子之外其他人都不曉得。
井上祇園（声优：福井裕佳梨）
體格嬌小外觀酷似小學一年級生，令人難以理解的少女，總是在學園當中神出鬼沒。就如同她的名字一樣，在她說話的時候經常發出擬聲詞。在漫畫版裡的設定是瑞鳳學園的理事長。
櫻川圭悟（声优：田坂秀樹）
原學生副會長，櫻川依緒的哥哥。性格並無惡意，但是經常不會看情況說話。因為重度戀妹情節的關係，而經常反對他的妹妹依緒的行為，因此讓依緒避之唯恐不及。他將雪代桂視為學業成績的假想敵，儘管他的成績從來都沒有超越過她。
森岡陸（声优：矢部雅史）
男主角哲也的朋友，喜歡女孩子不過非常講求義氣，目標是畢業之前交女朋友。他跟琉依中學同校，曾經跟她告白遭到對方拒絕，但是後來建立良好的友誼關係。由於他的身高很矮的緣故，非常忌諱別人說他矮子。
參考資料：

## 開發
《真實之淚 true tears》首次在2005年5月4日東京國際展示場舉辦的DreamParty東京2005春季展所公開，由Broccoli、Circus以及GameCrab三間遊戲公司所組成新的遊戲工作室La'cryma所製作的第一款遊戲。遊戲的監製是Broccoli的木谷高明以及Circus的Tororo（松村和俊）。儘管各團隊都提出各自的劇本，最終的劇本是由GameCrab的舞濱野野香（舞浜ののか）負責寫作。人物設計是由小小魔法使響以及.hack//黃昏的腕輪傳說的插畫家依澄れい負責美術指導。遊戲的音樂製作由初音島系列的貓野彗星（猫野こめっと）負責。

### 發行歷史
《真實之淚 true tears》的日語版於2006年3月31日發售，儲存媒介採用DVD-ROM，同時販售普通版與限量版，限量版包含遊戲本身、手帕以及月曆等特典，普通版不包含上述特典。台灣與香港的繁體中文版由光譜資訊代理發行，於2007年3月31日發售，同樣發行普通版與限定版。PlayStation 2移植版由Sweets進行製作並宣布於2008年3月13日販售，但後來延期至2008年8月7日販售，PS2版包含遊戲本身之外還包含一片廣播劇CD以及插畫小冊子。

## 改編

### 網路廣播
該遊戲有兩個網路廣播節目，第一個廣播節目是《Radio true tears 琉依與穗香的瑞鳳學園廣播部(T_T)》（ラジオトゥルーティアーズ るいと穂香の瑞鳳学園放送部(T_T)），由飾演仲根琉依的伊月唯、飾演上原穗香的中山惠里奈以及飾演井上祇園的福井裕佳梨負責主持，最初於2005年11月4日至2006年3月31日每個週五關西廣播電台廣播，而網路廣播音泉則是從2005年11月9日至2006年5月31日為止每週三廣播。第二個廣播節目是《琉依與櫻的小劇場 番外篇》（ゆいとさくらの てぃあらじ 番外編），由飾演仲根琉依的伊月唯以及櫻川依緒的野川櫻負責主持，於2006年6月8日至2006年10月27日為止每月第二個與第四個週日於網路廣播Anista.TV進行廣播。2006年11月10日改名成《優奈與惠里奈的小劇場：Pure Album》（優奈と恵里奈の てぃあらじ 〜pure album〜），由稻村優奈與中山惠里奈主持，最後改名成《La'cryma禮物 優奈與惠里奈的小劇場NEXT》（ラクリマプレゼンツ 優奈と恵里奈のてぃあらじNEXT 番外編）直到2007年9月28日廣播結束為止。

### 漫畫
同名的漫畫版由日本漫畫家Asaki負責漫畫。最初在Broccoli於2005年12月10日出版的《Comi Digi》（コミデジ）創刊號開始連載，2006年4月21日隨著雜誌更名為《Comi Digi +》（コミデジ＋）之後於2006年8月21日結束連載，單行本於2006年12月21日發售。而台灣的繁體中文版由東立出版社所代理發行，於2007年6月14日發售。

### 音樂CD
《真實之淚 true tears》的兩首主題曲皆為曾經擔任過銀河天使系列的上松範康負責作曲，作詞是是由初音島系列的tororo（松村和俊）所負責；編曲皆由藤間仁所負責。其中片頭曲是《Tears in snow》由歌手佐藤裕美所主唱，收錄在同名專輯之後，於2005年12月23日發售。而片尾曲主題是《明天有你》（君とあしたへ）由歌手yozuca*所主唱，收錄在同名專輯之後，於2006年4月26日發行，包含歌曲的片尾曲和混音版本。
除此之外，《真實之淚 true tears》推出三張廣播劇CD，第一張廣播劇CD《聖誕派對》（X'mas Party）於2005年12月29日Comic Market69販售。第二張廣播劇CD《瑞鳳學園高中部文化祭》（瑞鳳学園高等部文化祭）附贈在限定版當中。第三張廣播劇CD附贈在PlayStation 2移植版當中。

### 真人實境劇
《真實之淚 true tears》改編成35分鐘的真人實境劇，以《true tears ～pure album～》於的名義發行，於2006年12月22日發售，由畑澤和也擔任導演，演員方面由武田梓飾演仲根琉依；鈴木亞里沙飾演真田柚子；川原真琴飾演雪代桂；立花未樹飾演上原穗香；梶原光飾演櫻川依緒；稻村優奈與中山惠里奈同時在劇中登場，分別飾演真田柚子與上原穗香。

### 動畫
《真實之淚 true tears》同名的電視動畫作品在神奈川電視台於2008年1月5日至2008年3月29日播放，儘管動畫版與遊戲共用同一個標題，但是動畫版除了故事觀與遊戲相同之外，人物與劇情皆為原創。動畫是由P.A.WORKS的西村純二負責監督，劇本統籌由岡田麿里負責，而La'cryma仍然標記為原作。

## 評價
儘管《真實之淚 true tears》與《初音島II》同時進行宣傳，但是遊戲銷售量並未受到《初音島II》的影響而提升，根據《PC NEWS》所公布的日本全國美少女遊戲銷售量排行榜，《真實之淚 true tears》在2006年3月的銷售排行榜上首次亮相排在第41名。相較之下，《初音島II》在2006年6月的銷售排行榜上首次亮相首週排在第一名。

## 備註
1. ↑  名字在遊戲開始時可以變更。
2. ↑  日語當中的擬聲詞與祇園同音。
3. ↑   註:

## 外部連結
- true tears Official Page （页面存档备份，存于） （日語）
- PlayStation2 true tears （页面存档备份，存于） （日語）